# Turraea virens
Turraea virens är en tvåhjärtbladig växtart som beskrevs av Carl von Linné. Turraea virens ingår i släktet Turraea och familjen Meliaceae. Inga underarter finns listade i Catalogue of Life.